# كامبوفورميدو
كامبوفورميدو، فريوليان هي بلدة ومدينة(كومونا) في فريولي فينيتسيا جوليا، في شمال شرق إيطاليا، مشهورة بمعاهدة كامبو فورميو.

## التاريخ
كامبوفورميدو هي قرية ليست بعيدة عن أوديني . تشتهر بمعاهدة كامبو فورميو لعام 1797 الموقعة بين فرنسا نابليون بونابرت والنمسا. سنت المعاهدة حل جمهورية البندقية.
اليوم من الممكن القيام بزيارة إلى المنزل الذي تم فيه توقيع المعاهدة. كان المنزل ملكًا للتاجر برتراندو ديل توري. يتذكر نقشان تاريخ التوقيع.

## روابطخارجية
- الموقع الرسمي